# Alexander Batta
Alexander Batta, ook Petrus Alexander of Pierre Alexandre (Maastricht, 9 juli 1816 - Versailles, 8 oktober 1902), was een Nederlands cellist en componist. Hij werd in zijn tijd de "Chopin van de cello" genoemd.

## Biografie

### Familie
Alexander Batta werd geboren in de Wolfstraat in Maastricht, als zoon van de cellist, zangleraar en koordirigent Pierre Jacques Batta (1795-1876) en Isabella Laguesse. Alexander had twee broers, die ook de muziek in gingen:
- Joannes Laurent (1817-1880), bekend als Jean Laurent Batta werd pianist, muziekonderwijzer in Nancy
- Josephus (1819-1892), bekend als Joseph Batta, werd violist in Parijs bij de Opera-Comique

In 1821 verhuisde het gezin naar Brussel. Zijn vrouw Clémentine Batta heeft ook enkele werken geschreven.

### Opleiding
Het bijwonen van een concert van de Franse cellist Nicolas-Joseph Platel maakte een dusdanige indruk op Alexander, dat hij daarna nog maar één ding wilde: cellist worden. Evenals zijn broers, kreeg Alexander Batta zijn eerste muzieklessen van zijn vader. Aan het conservatorium van Brussel werd de jonge Alexander leerling van diezelfde Platel, deels gelijktijdig met zijn vriend Adrien François Servais. In 1834, nauwelijks achttien jaar oud, studeerde hij samen met François Demunck af met het behalen van een eerste prijs. Een jaar later vestigde hij zich in Parijs. Uit deze tijd dateert een brief van Frans Liszt aan Alexander Batta, waarin de eerste hem in contact brengt met de gravin de Merlin, een bekende kunstmecenas in die tijd.

### Internationale carrière
In Parijs ontmoette Batta componisten als Hector Berlioz, Giacomo Meyerbeer, Gioacchino Rossini, Charles Gounod, Gaetano Donizetti en de eerdergenoemde Frans Liszt. Een aantal schrijvers en schilders behoorden eveneens tot zijn kennissenkring. Een journalist die Batta kort voor zijn dood bezocht, beschreef zijn woning in Versailles als een museum, vol werken die hij van bevriende kunstenaars had gekregen. Alexander Batta was een graag geziene gast in de Parijse salons, zoals die van Madame de Girardin en Antoine Pierre Berryer. Vooral zijn optredens met Frans Liszt maakten grote indruk. Zowel Berlioz als Balzac loofden de kwaliteit van Batta's celloklank.
Vanuit Parijs maakte hij concertreizen door heel Europa, waarbij hij onder andere speelde aan de hoven van Parijs, Brussel en Den Haag. Hij oogde daarbij grote successen en ontving diverse hoge onderscheidingen. Koning Willem III schonk hem een gouden medaille voor de kunsten en benoemde hem tot 'koninklijk violoncellist' en tot commandeur in de Orde van de Eikenkroon. Naast cellospeler was Batta ook componist, waarmee hij in zijn tijd veel succes had.
In 1902 overleed Batta na een langdurig ziekbed, 86 jaar oud, in zijn woning in de rue Sainte-Victoire in Versailles.

## Composities
- Duo sur Robert le Diable, door J. Benedict en A. Batta (1840)
- Élégie composée par E.W. Ernst, Œuvre 10, bewerking door Alexander Batta (ca. 1840)
- Fantaisie sur Lucie de Lamermoor de G. Donizetti (1841)
- Una furtiva lagrima, bewerking van romance uit L’Élisire d’Amore van Donizetti (1843)
- Souvenir. Chant (ca. 1843/1844)
- Adieu donc belle France. Romance de Marie Stuart (ca. 1845/1846)
- Souvenir de Dom Sébastien. Elégie, opus 48 (1847)
- Fantaisie sur des Motifs de l’Opéra I Puritani (1850)
- 6 Lieder de Fr. Schubert, bewerkt door Alexander Batta (1854/1855)
- Songe d’enfant. Rêverie voor piano, gecomponeerd door Clémentine Batta, bewerkt door Alexander Batta (1858)
- Résignation. Méditation pour Violon, Violoncelle, Piano ou Orgue-Mélodium, opus 52 (1858)
- Souvenirs de Gluck. Morceau de Concert (1861)
- Il Trovatore. Opéra de Verdi. Fantaisie (ca. 1862)
- La Reine de Saba. Rêverie Arabe (ca. 1866)
- Oh! Dites-lui. Romance de Madame la princesse Kotschoubey. Bewerking door Alexander Batta (1875)
- Souvenirs du Béarn. Chants des montagnes (?)
- Passiflore. Souvenir d’autrefois (?)
- Réminiscences de La Juive (?)

## Nalatenschap
De composities voor cello en piano van Batta vormen een weerspiegeling van de Parijse saloncultuur van de 19e eeuw. Het betreft vooral variaties op bekende thema's uit Italiaanse en Franse opera's.
De bekende Brusselse graficus Charles Baugniet maakte in 1838 een lithografie van Alexander Batta op 22-jarige leeftijd. Geschilderde portretten van Batta zijn bekend van Jacobus Josephus Eeckhout en Jean-Louis-Ernest Meissonier. Laatstgenoemd portret bevindt zich in de collectie van het kasteel van Versailles.
Hoewel Batta Maastricht niet vaak bezocht, bleef er toch een bijzondere relatie bestaan. Al in 1892, nog tijdens zijn leven, werd in de nieuwe Maastrichtse Stationsbuurt een straat naar hem vernoemd, de Alexander Battalaan. Batta liet na zijn dood een aantal onderscheidingen, enkele portretten, zijn muziekbibliotheek en een geldbedrag na, ter ondersteuning van armlastige muzikale talenten aan de stedelijk muziekschool. De laatste studiebeurs uit het fonds Batta werd toegekend in 1911.

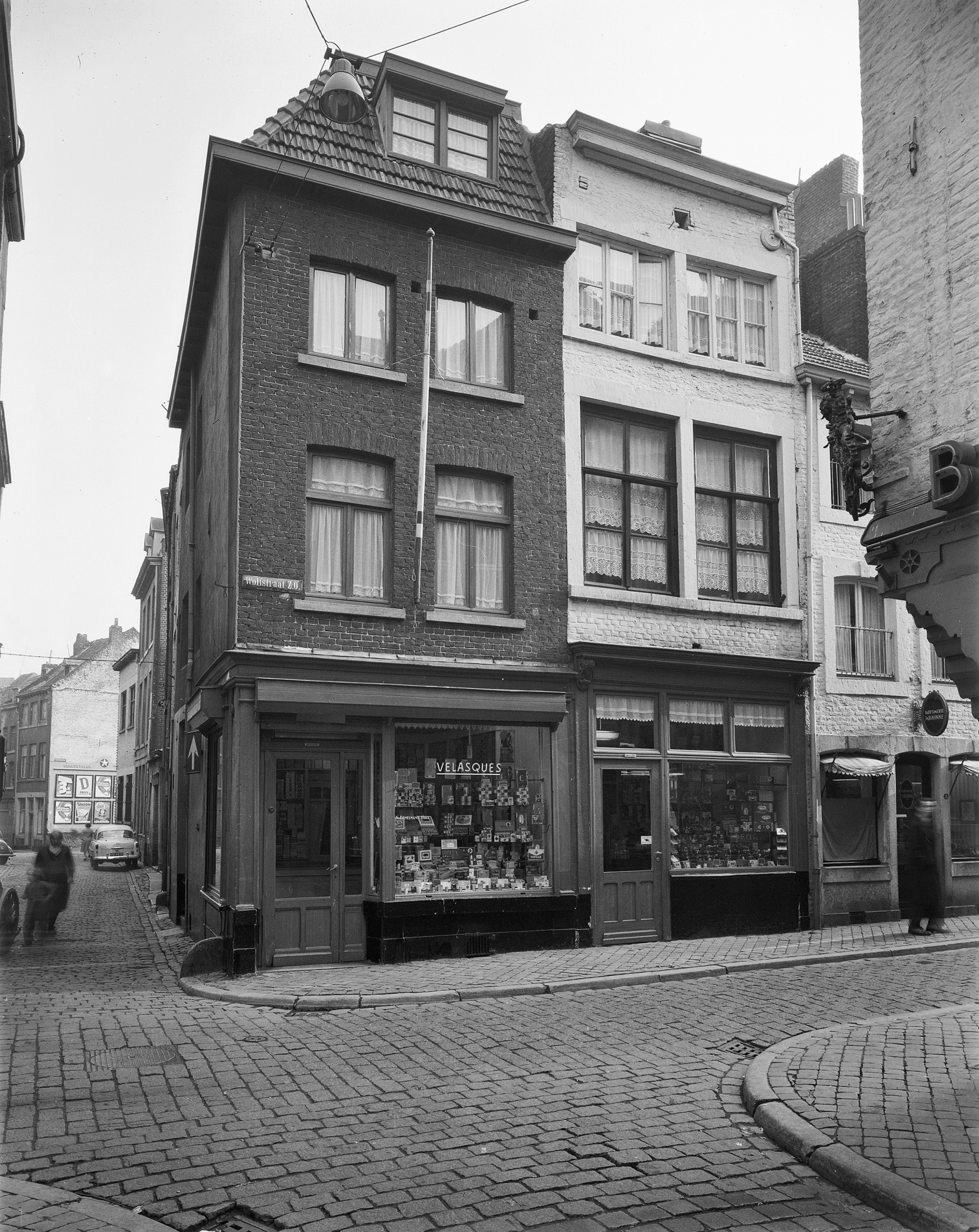
Geboortehuis Wolfstraat 3 (rechts; gesloopt ca 1960)
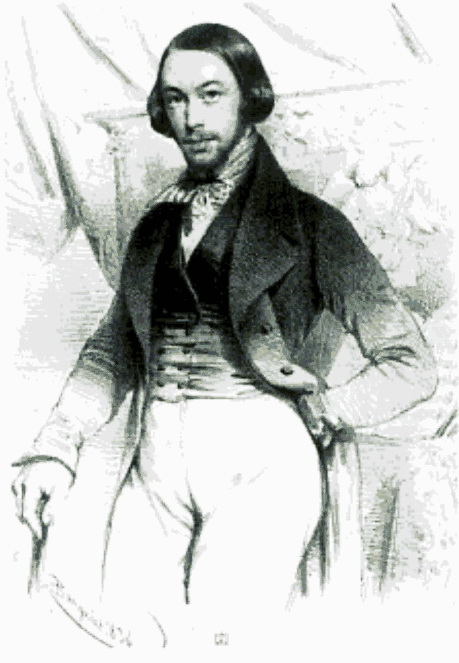
Alexander Batta, 22 jaar oud (Charles Baugniet, 1838)
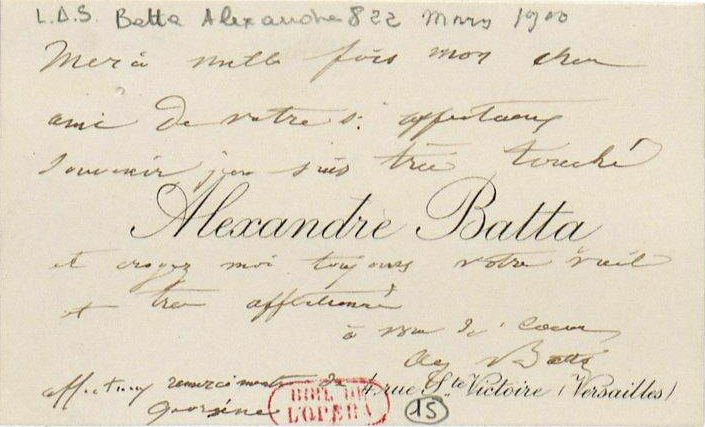
Visitekaartje (Bibliothèque nationale de France)
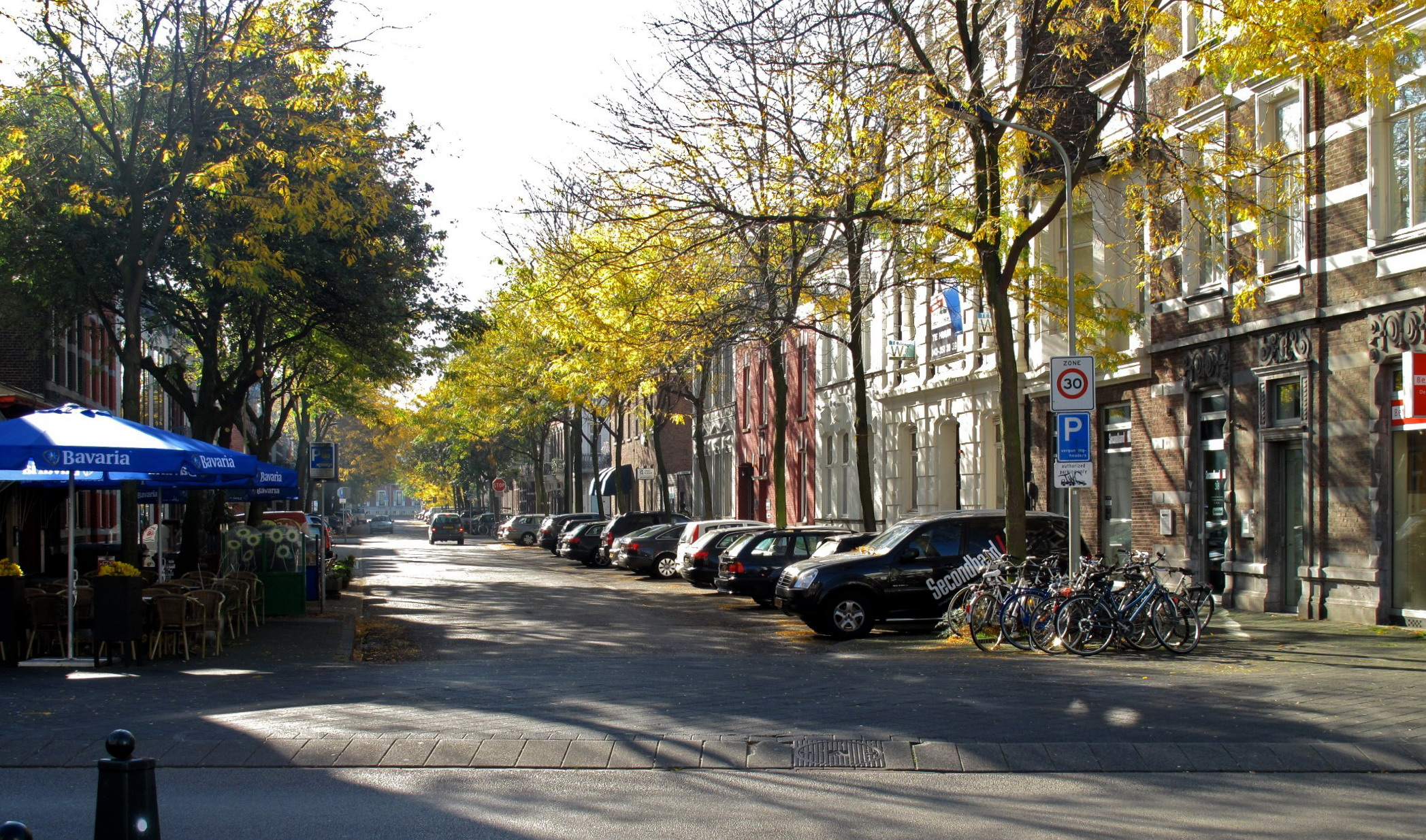
Alexander Battalaan, Wyck-Maastricht